# نصرالله ترابی
نصرالله ترابی قهفرخی (زاده ۱۳۳۷ فرخ‌شهر)، سیاستمدار اصلاح طلب، معاون حقوقی، مجلس، نظارت سازمان امور اداری و استخدامی کشور است. وی تحصیلکرده فوق لیسانس مهندسی مکانیک از دانشگاه صنعتی اصفهان است.
نصرالله ترابی از سال ۱۳۶۳ خدمت خود را در سپاه پاسداران استان چهارمحال و بختیاری آغاز نمود که تا سال ۱۳۶۹ ادامه یافت. از مسئولیت‌های او در سپاه می‌توان به مسئول مهندسی، مسئول طرح و برنامه، ریاست ستاد و مسئول قرارگاه سازندگی سپاه استان اشاره کرد.
از سال ۶۹ تا ۷۱ در سمت مدیرکل اداره تعاون استان خدمت نمود و پس از آن از سال ۷۱ تا ۷۵ شهردار مرکز استان (شهرکرد) بود و خدمات ارزشمندی را در این سمت از خود به جای گذاشت. در سال ۱۳۷۶ با روی کار آمدن دولت هفتم مسئولیت فرمانداری شهرستان شهرکرد به وی واگذار شد و تا سال ۱۳۸۱ ادامه یافت. از سال ۸۱ تا ۸۲ معاونت برنامه‌ریزی استان و همچنین با حفظ سمت سرپرستی معاونت عمرانی و پس از آن از سال ۸۲ تا ۸۴ معاونت سیاسی امنیتی استانداری چهارمحال و بختیاری را عهده‌دار بود. در سال ۱۳۸۴ با روی کارآمدن محمود احمدی‌نژاد 
و دولت نهم وی از مسئولیت خود برکنار شد و به عنوان یک کارشناس ساده کار خود را در استانداری ادامه داد.
در انتخابات مجلس شورای اسلامی دوره هشتم، همفکرانش وی را به عنوان کاندیدای واحد اصلاح‌طلبان در شهرستان شهرکرد معرفی نمودند و ترابی توانست در هشتمین دوره انتخابات مجلس در رقابت با دکتر صادق سلیمی بنی در دور دوم انتخابات، با مجموع ۴۵ هزار و ۷۶۹ رای به مجلس هشتم راه یابد.

## واکنش‌ها و حوادث

### درخواست مجوز برای راهپیمایی جنبش سبز
در تظاهرات اعتراضی هواداران جنبش سبز (۱۶ آذر ۱۳۸۸) تصویر پوستر پاره شده‌ای از سید روح‌الله خمینی در بخش خبری بیست و سی شبکهٔ دوم سیمای جمهوری اسلامی پخش شد. این موضوع واکنش‌های مختلفی را در میان رسانه‌ها و فعالان سیاسی و مذهبی ایران برانگیخت. در حالی‌که طرفداران حکومت معتقد بودند حامیان جنبش سبز به خمینی اهانت کرده‌اند، طرفداران جنبش سبز ساختگی بودن این تصویر را مطرح کردند.
نصرالله ترابی، در اعتراض به این حادثه درخواست مجوز راهپیمایی نمود.

### حمله به دفتر و تخریب اموال
به دنبال تظاهرات جنبش سبز در تاسوعا و عاشورای ۸ دی ۱۳۸۸، دفتر نماینده اصلاح طلب مجلس، نصرالله ترابی در شهرکرد به آتش کشیده‌شد. ترابی این اتفاق را واکنش به نطق صریحش در مجلس شورای اسلامی اعلام کرد و با انتقاد از عملکرد نیروهای انتظامی و امنیتی ایران گفت: «من تعجب می‌کنم از دستگاه‌های اطلاعاتی و امنیتی که اگر کوچکترین حرفی پشت موبایل زده شود و پرنده‌ای در هوا بپرد رد آن را دارند اما از این اقدام که به احتمال زیاد برنامه‌ریزی شده بود جلوگیری نکردند و سریعاً با عواملش برخورد نکردند».

### نقد گفتار محمود احمدی‌نژاد
نوشتار اصلی: نقد گفتار محمود احمدی‌نژاد
محمود احمدی‌نژاد در ۱۱ مرداد ۱۳۸۹ در همایش دو روزه ایرانیان مقیم خارج از کشور، خطاب به دولت‌های غربی گفت آن ممه را لولو برد. وی همچنین از آنها خواست آب را جایی بریزند که می‌سوزد.
احمدی‌نژاد گفته بود:
صهیونیست‌های احمق آدم اجیر کرده‌اند که مرا ترور کنند. این همه ملت ایران را ترور کردید به کجا رسیده‌اید؟
به فرض محال گیرم که ایران یک بمب اتم بسازد شما چند بمب اتم دارید؟ یک‌دانه، ۱۰ هزار تا، ۱۰۰ هزارتا؟ دولت آمریکا که اخیراً اعلام کرده بود که ۵ هزار بمب اتم دارد البته کسی آنها را ندیده خودشان گفتند.
نصرالله ترابی، ضمن سخیف خواندن این سخنان، در واکنش به این سخنان گفت: «استفاده کردن از تعابیر سطح پائین و عدم آشنایی به ادبیات دیپلماتیک به کشور ضربه می‌زند» و از مسئولان عالی رتبه نظام خواست به قواعد دیپلماتیک پایبند باشند. وی افزود: با این کلمات نه طرف مقابل مغلوب می‌شود و نه ما در فضای بین‌المللی غالب می‌شویم، باید طوری سخن بگوئیم که هر آدم منصفی در دنیا کلمات و جملات ما را می‌شنود بگوید چه سخن سنجیده و به جایی گفته‌اند.

### انتقاد شدید از جلوگیری سفر سیدمحمد خاتمی به ژاپن
نصرالله ترابی با انتقاد شدید از جلوگیری سفر سیدمحمد خاتمی به ژاپن برای شرکت در کنفرانس خلع سلاح هسته‌ای٬اظهار داشت:
در عرف بین‌الملل، کشورها از مسئولان گذشته خود در رده رئیس‌جمهور و نخست‌وزیر برای پیشبرد امور غیررسمی که به سیاست خارجی رسمی کمک می‌کند استفاده می‌کنند، با ممنوع‌الخروج کردن کسی که ۸ سال رئیس‌جمهور این کشور بوده علامت سئوال بزرگی برای مردم ایجاد کرده‌اند، واقعاً آقایان چه پاسخی برای ملت دارند؟

### اعتراض به جابه‌جایی مسولان سیاسی
عده‌ای از نمایندگان با بیان اینکه در آستانه برگزاری دور نهم انتخابات مجلس شورای اسلامی در حالی که تنها چند ماه به انتخابات مجلس نهم مانده شاهد جابه جایی مسوولان در وزارت کشور در سطح استان‌های مختلف هستیم اظهار داشتند استانداری بعضی شهرها در حال مهره‌چینی از حامیان خویش برای نامزدی در انتخابات آینده مجلس شورای اسلامی هستند. نمایندگان، این تغییر و تحولات در فرمانداری‌ها را طراحی یک «جریان خاص» با هدف مشخص در استان‌های مختلف برای تأثیر گذاری در انتخابات مجلس می‌دانند. 